# 大坪乡 (安溪县)
大坪乡，是中华人民共和国福建省泉州市安溪县下辖的一个乡镇级行政单位。

## 行政区划
大坪乡下辖以下地区：
大坪村、萍州村、福美村、双美村、前洋村、香仑村和帽山村。